# Uromyces senecionis-gigantis
Uromyces senecionis-gigantis är en svampart som beskrevs av Gjaerum 1977. Uromyces senecionis-gigantis ingår i släktet Uromyces och familjen Pucciniaceae.   Inga underarter finns listade i Catalogue of Life.